# Beatriz Hevia

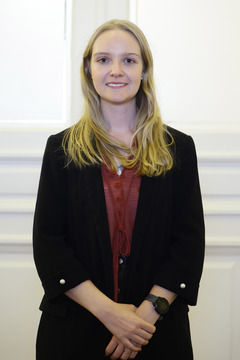
Beatriz Hevia Willer (2023)

Beatriz Isabel Hevia Willer  (* 30. Oktober 1992 in Osorno) ist eine chilenische Juristin und rechtskonservative Politikerin (Republikanische Partei).

## Leben
Beatriz Hevia wurde in Osorno, Region Los Lagos, geboren und ist die Tochter von Gerardo Hevia Hott und Loreto Willer Ellwanger, beide deutschstämmiger Herkunft. Die Familie Hevia Willer widmet sich der Land- und Viehwirtschaft im Süden des Landes. Sie absolvierte ihr Grund- und Sekundarstudium am Deutschen Institut ihrer Heimatstadt. Später zog sie nach Santiago de Chile, um an der Universität Los Andes Jura zu studieren. Nach ihrem Abschluss und ihrer Qualifikation als Rechtsanwältin setzte sie ihr Diplomstudium über freie Märkte an der Päpstlichen Katholischen Universität von Chile fort.
Hevia begann sich politisch zu engagieren, als sie 2017 die Jugendgruppe für den Präsidentschaftswahlkampf des sozialkonservativen Kandidaten José Antonio Kast leitete. Nach der Wahlniederlage arbeitete sie weiterhin in der politischen Gruppe „Republikanische Aktion“.  Anschließend trat sie dem gesetzgeberischen Beratungsteam des Abgeordneten Harry Jürgensen Rundshagen bei, der aus demselben Wahlbezirk wie sie stammt. Im Januar 2021 wurde sie vom chilenischen Wirtschaftsministerium unter der Regierung von Sebastián Piñera eingestellt, wo sie als Rechtsberaterin tätig war.
Sie kandidierte für die Wahl zum chilenischen Verfassungsrat 2023 und erhielt 23,30 % der Stimmen, womit sie die Politikerin mit dem höchsten Stimmenanteil bei dieser Wahl war. Am 7. Juni desselben Jahres wurde sie mit 33 Stimmen zur Präsidentin des Verfassungsrates gewählt.
Im März desselben Jahres heiratete sie den Agraringenieur Martín Barros. Sie feierte ihre religiöse Ehe nach dem katholischen Ritus ihres Mannes sowie nach dem lutherischen Ritus, einer Religion, zu der sie sich als Mitglied der lutherischen Kirche in Chile bekannte.

## Politische Positionen
Beatriz Hevia ist eine Frau mit sozialkonservativem Denken, die sich gegen freie Abtreibung ausspricht und scharfe Kritik an den Protesten im Land im Jahr 2019 äußerte. Sie behauptete, dass die Demonstranten Gewalt im öffentlichen Raum und gegen die öffentliche Ordnung rechtfertigen. Obwohl sie sich nicht als Pinochetistin definiert und angibt, dass sie 1992 geboren wurde und die Militärdiktatur 1990 endete, erkennt und bewundert sie die Führung des Militärs und Carabineros zwischen den Jahren 1973 und 1990. Sie versichert auch, dass Chile aufgrund der Politik der chilenischen Linken in den letzten Jahrzehnten eine tiefe moralische, wirtschaftliche und soziale Krise durchlebt.